# Calathea buchtienii
Calathea buchtienii là một loài thực vật có hoa trong họ Marantaceae. Loài này được Pax mô tả khoa học đầu tiên năm 1909.